# Béthemont-la-Forêt
Béthemont-la-Forêt is een gemeente in het Frankrijk. Het ligt op 24 km ten noorden van het centrum van Parijs. Alleen het forêt de Montmorency, een bos, ligt nog tussen Béthemont-la-Forêt en de agglomeratie van Parijs.

## Kaart
De onderstaande kaart toont de ligging van Béthemont-la-Forêt met de belangrijkste infrastructuur en aangrenzende gemeenten.

## Demografie
Onderstaande figuur toont het verloop van het inwonertal, bron: INSEE-tellingen. 

## Websites
- (fr)  Statistische informatie op de website van INSEE

1. ↑  Populations de référence 2022.